# 村上文男
村上文男（むらかみふみお、1943年 - ）は、日本の弁護士（登録番号：15544）。三重県出身。主に破産事件、消費者被害事件、交通事故事件、離婚事件、民暴事件等を手がける。元愛知県弁護士会会長。

## 来歴・人物
- 1969年 - 愛知教育大学教育学部社会科卒業
- 1977年 - 弁護士登録
- 1978年 - 愛知総合法律事務所を設立
- 1989年 - 名古屋弁護士会副会長に就任
- 2007年 - 愛知県弁護士会会長、日本弁護士連合会副会長に就任
- 2009年 - 下級裁判所裁判官指名諮問委員会名古屋地域委員に就任